# Stacja Badawcza Abisko
Stacja Badawcza Abisko (szw. Abisko Naturvetenskapliga Station) – stacja badawcza zarządzana przez Szwedzki Sekretariat ds. Badań Polarnych (szw. Polarforskningssekretariatet) w Abisko w Norrbotten na północy Szwecji. 
Działalność badawcza stacji koncentruje się przede wszystkim na badaniu zmian klimatycznych.

## Lokalizacja
Stacja zlokalizowana jest ok. 1 km od centrum wsi Abisko, na granicy Parku Narodowego Abisko, w Norrbotten na północy Szwecji, ok. 200 km za północnym kołem podbiegunowym. Placówka znajduje się na wysokości 385 m n.p.m.

## Historia
Pierwsza stacja badawcza powstała w regionie w 1902 roku ok. 35 km na zachód od Abisko – w Katterjokk. Drewniany budynek stacji został strawiony przez pożar w 1910 roku. W 1913 roku otwarta została stacja w Abisko. 
Od 1935 roku stacja była pod zarządzana przez Królewską Szwedzką Akademię Nauk. Do końca II wojny światowej badania prowadzone były w prymitywnych warunkach. Na przestrzeni lat została rozbudowana i zmodernizowana. Stacja zarządzana jest przez Szwedzki Sekretariat ds. Badań Polarnych (szw. Polarforskningssekretariatet).

## Działalność badawcza
Od początku stacja służyła badaniom środowiska, w szczególności zbieraniu danych meteorologicznych, m.in. od ponad 100 lat prowadzone są tu pomiary ciśnienia powietrza, temperatury, opadów, wilgotności i siły wiatru. 
W latach 50. XX w. badania obejmowały m.in. ekosystemy torfowisk. 
Placówka wyposażona jest w szklarnie, poletka eksperymentalne oraz 25 laboratoriów specjalistycznych. Co roku stacja wykorzystywana jest do badań przez ok. 200 naukowców. Współczesne badania koncentrują się przede wszystkim na badaniu zmian klimatycznych.